# Harry Potter: Quidditch World Cup
El videojoc Harry Potter: Quidditch World Cup és un joc produït per Electronic Arts (va sortir a la venda el 28 d'octubre del 2003) on el jugador ha d'encarnar un equip de Quidditch, un esport màgic jugat sobre escombres del món de Harry Potter creat per J. K. Rowling. El jugador juga per la Hogwarts Quidditch Cup (Copa de Quidditch de Hogwarts) on juguen les quatre cases de l'escola (Gryffindor, Slytherin, Hufflepuff i Ravenclaw) o per la Quidditch World Cup, on juguen les seleccions dels Estats Units, Anglaterra, França, Alemanya, Escandinàvia, Japó, Espanya, Austràlia i Bulgària, aquesta última amb crítiques perquè derrotava Irlanda a la final de Quidditch al quart llibre.
El videojoc esportiu ha sortit per a PlayStation 2, GameCube, Xbox, GBA i PC. Els personatges del videojoc més famosos als llibres són en Harry Potter, en Draco Malfoy, la Xo Xang, en Cedric Diggory i en Viktor Krum.